# Nakło nad Notecią
Nakło nad Notecią este un oraș în Polonia.

## Personalități născute aici
- Rafał Blechacz (n. 1985), pianist.